# 路易斯堡 (華盛頓州)
路易斯堡 （英語：Fort Lewis）是美國陸軍的軍事設施，位於華盛頓州塔科馬西南偏南14.6公里，由佔地350平方公里的草原組成，是路易斯–麥克喬德聯合基地的一部分，以梅里韋瑟·路易斯命名。這是美國陸軍在西北地區最重要的基地，也是美國軍方針對太平洋利益的重要據點。

## 歷史

### 第一次世界大戰
路易斯營最初成立於1917年，當時皮爾斯郡投票決定以200萬美元購買280平方公里的土地（土地的一部分是從尼斯夸利部落的保留地中取得），捐贈給聯邦政府作為軍事設施永久使用，這是美國史上第一個由公民直接捐贈土地而直接創建的軍事設施。1917年7月5日開始建設，在90天內，大約10,000人建造了1,757座建築物和 422座其他設施，並配備了照明、管線、暖氣等設備，街道、公路、鐵路的興建也正在進行。路易斯營是第一個開放的國民軍士兵訓練的營地。第一批新兵於1917年9月5日抵達路易斯營，這是當時美國最大的軍事哨所，整個第一次世界大戰期間，大約有60,000名士兵在該路易斯營接受了訓練。1919年，路易斯營正式脫離皮爾斯郡和華盛頓州的手中，成為美國聯邦政府的財產，而路易斯營的建設將持續到1919年11月。

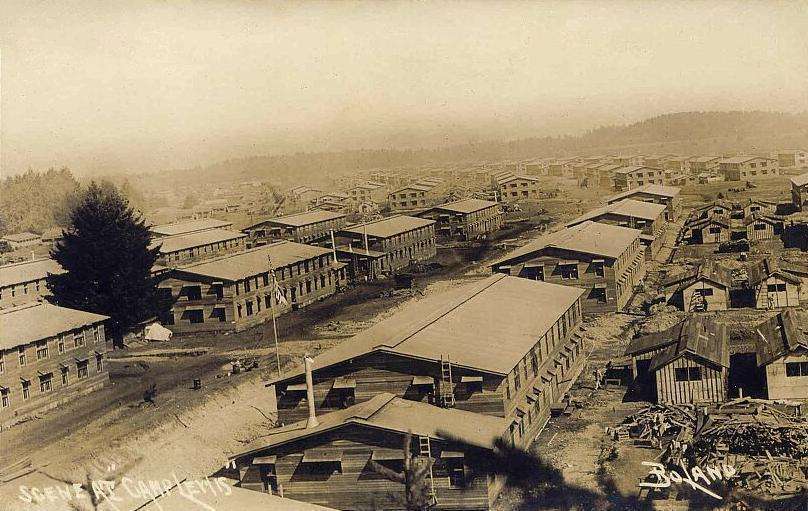
1917年的路易斯營。

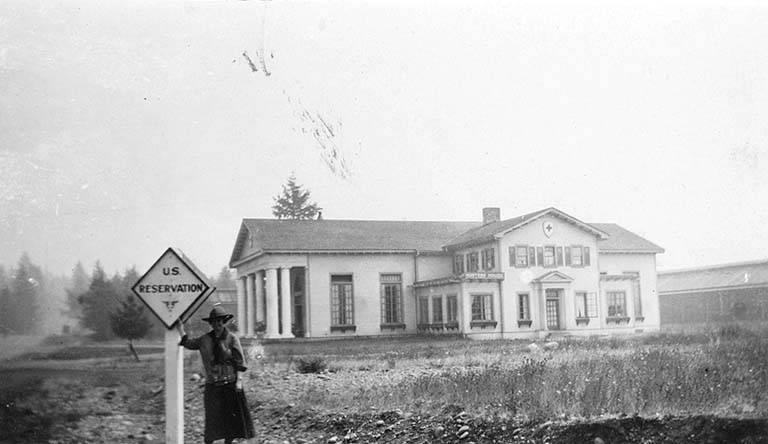
1917年，路易斯營的建築。

戰間期時的美國採取孤立主義，在國會大力削減軍事預算的情況下，路易斯營開始缺乏預算，部分營舍殘破不堪。而塔科馬民間團體和報紙也要求戰爭部歸還土地。隨著工人們拆除更多營舍，路易斯營被遺棄的謠言傳遍了地方。「keep faith or return」的呼聲越來越高，當地團體向軍方要求在營地駐紮一個師。1921年，劉易斯營成為第3步兵師師部的駐地，這是美國陸軍剩餘的三個師之一。但第3步兵師旗下部隊散佈在美國西部各州，從1920年到1925年，劉易斯營的駐軍人數只有850人左右。
1925年6月，民間團體敦促郡長官開始訴訟收回大量土地，有847座建築物和附屬設施被拆除並出售。而大規模火災摧毀或損壞了250座建築物，使當時在那訓練的國民警衛隊必須住在帳篷裡。這兩件事造成當地報紙社論指責聯邦政府違背承諾。直到1926年5月，路易斯營獲得80萬美元的預算，用於建造永久性紅磚營舍。
1927年9月30日，美國戰爭部指定路易斯營為永久軍事哨所，此後稱為路易斯堡。
1930年在路易斯堡設立第91師紀念碑，以紀念第一次世界大戰時在此訓練的第91步兵師。

### 第二次世界大戰
1938年5月，路易斯堡擁有5,000名駐軍，主要是第3步兵師，密集的步兵訓練和頻繁的野戰演習成為常態。1940年7月，隨著第九軍的到來，駐軍人數達到7,000人，9月之後兵力更是急劇增加，有26,000人在此。而華盛頓州國民警衛隊組成的第41步兵師也於1940年秋季駐紮在此。
當時所有官兵可以在周六早上休息36小時，但在1941年12月7日星期日時珍珠港遇襲，使整個美國西北陷入恐慌，當地廣播電台播放公告，要求所有所有官兵立即返回原部隊報告，所有通行許可都被無限期取消。第3步兵師、第41步兵師、第115騎兵團都進入戰備狀態，路易斯堡所有大門都被帶刺鐵絲網的路障封鎖，並架設機槍，武裝憲兵檢查所有通行車輛。在接下來的幾周，關於破壞和即將入侵的謠言在西北海岸盛行。
1944年7月，路易斯堡被重新指定為陸軍勤務部隊訓練中心，成為全美國最大的勤務部隊訓練中心，專門培訓軍醫和工兵。第二次世界大戰結束前，路易斯堡訓練和派遣了許多戰鬥部隊，包含第3、第33、第40、第41、第44和第96步兵師。
第2步兵師是戰後第一批返回家園的美軍部隊之一，在德州短暫停留後，於1946年4月來到路易斯堡。

### 1950年以後
1950年朝鮮戰爭爆發，當時駐紮在路易斯堡的第2步兵師是第一個離開美國本土前往朝鮮作戰的師。因朝鮮戰爭而被召回現役的預備役士兵開始湧入路易斯堡，路易斯堡人數大量增加。加拿大軍隊於1950年10月下旬也來到路易斯堡接受訓練，這應該是有史以來第一個在美國訓練的國外大型武裝團體，因為加拿大沒有足夠大的基地來組建部隊。
第一軍於1981年10月1日在路易斯堡正式啟用，成為美國在太平洋地區利益的主要應變者，從阿拉斯加到阿拉巴馬，從賓夕法尼亞到波多黎各的正規軍、預備役、國民兵的作戰與訓練。
1989年以後，冷戰幾近結束，國家優先事項與預算開始改變，而陸軍也在縮減規模，但因為路易斯堡的地理位置非常理想，可以作為向太平洋地區進行動員和力量投射的基地，因此路易斯堡卻開始壯大。
根據2005年基地調整和關閉委員會的建議，路易斯堡和麥克喬德空軍基地於2010年2月1日合併為路易斯–麥克喬德聯合基地，2010年10月1日正式啟用。

## 駐軍

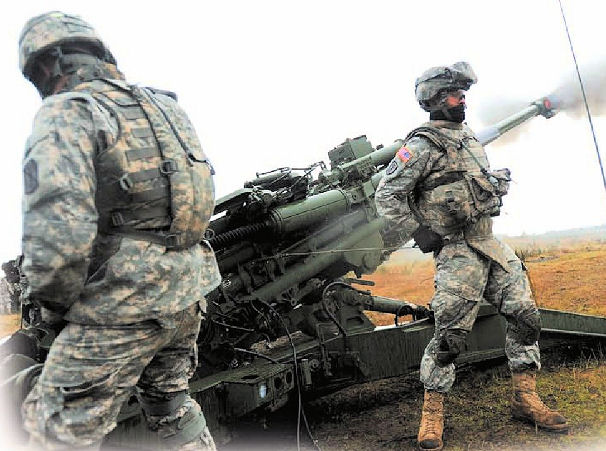
第17野戰砲兵旅在路易斯堡。

- 第一軍
  - 第7步兵師（行政）
    - 第2步兵師第1旅級戰鬥隊
    - 第2步兵師第2旅級戰鬥隊
    - 第16戰鬥航空旅
    - 第17野戰砲兵旅（英语：17th Field Artillery Brigade (United States)）
    - 第201遠征軍事情報旅（英语：第201遠征軍事情報旅）

  - 第593遠征維持司令部（英语：593rd Expeditionary Sustainment Command）
    - 第62醫療旅（英语：62nd Medical Brigade (United States)）

  - 第42憲兵旅
- 第189步兵旅
- 第1特種部隊群
- 第6憲兵群
- 第75遊騎兵團第2遊騎兵營（英语：2nd Ranger Battalion）
- 第160航空團第4營
- 第66戰區航空司令部（英语：66th Theater Aviation Command）（國民兵）

此外還有馬迪根陸軍醫療中心、西北聯合區域懲教所等機構

### 亞基馬訓練中心

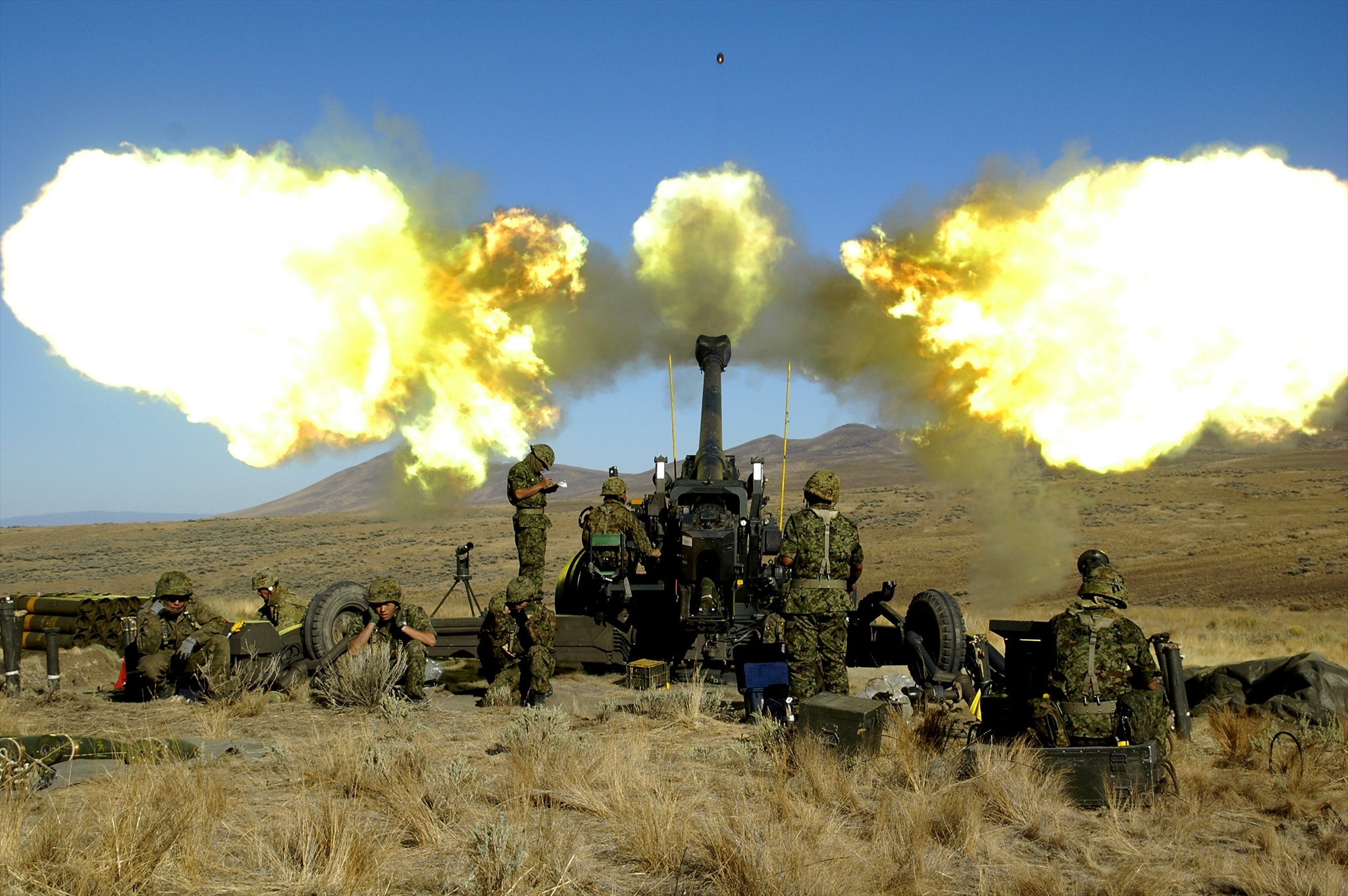
2013年，日本自衛隊在亞基馬訓練中心。

亞基馬訓練中心是一座訓練場地，是路易斯–麥克喬德聯合基地的子設施，佔地超過1,300平方公里。原本是牧場和一些分散的矽礦組成，第二次世界大戰之前，陸軍與土地所有者租用650平方公里作為高射砲靶場，1942年建成第一座靶場，1947年返還土地後，仍然在這裡訓練國民兵，1951年級和1986年進行擴建，到了1992年已經有1,320平方公里，多功能靶場綜合體於1989年開放，射擊場和城市突擊訓練場於2005年放用。

### 格雷陸軍機場

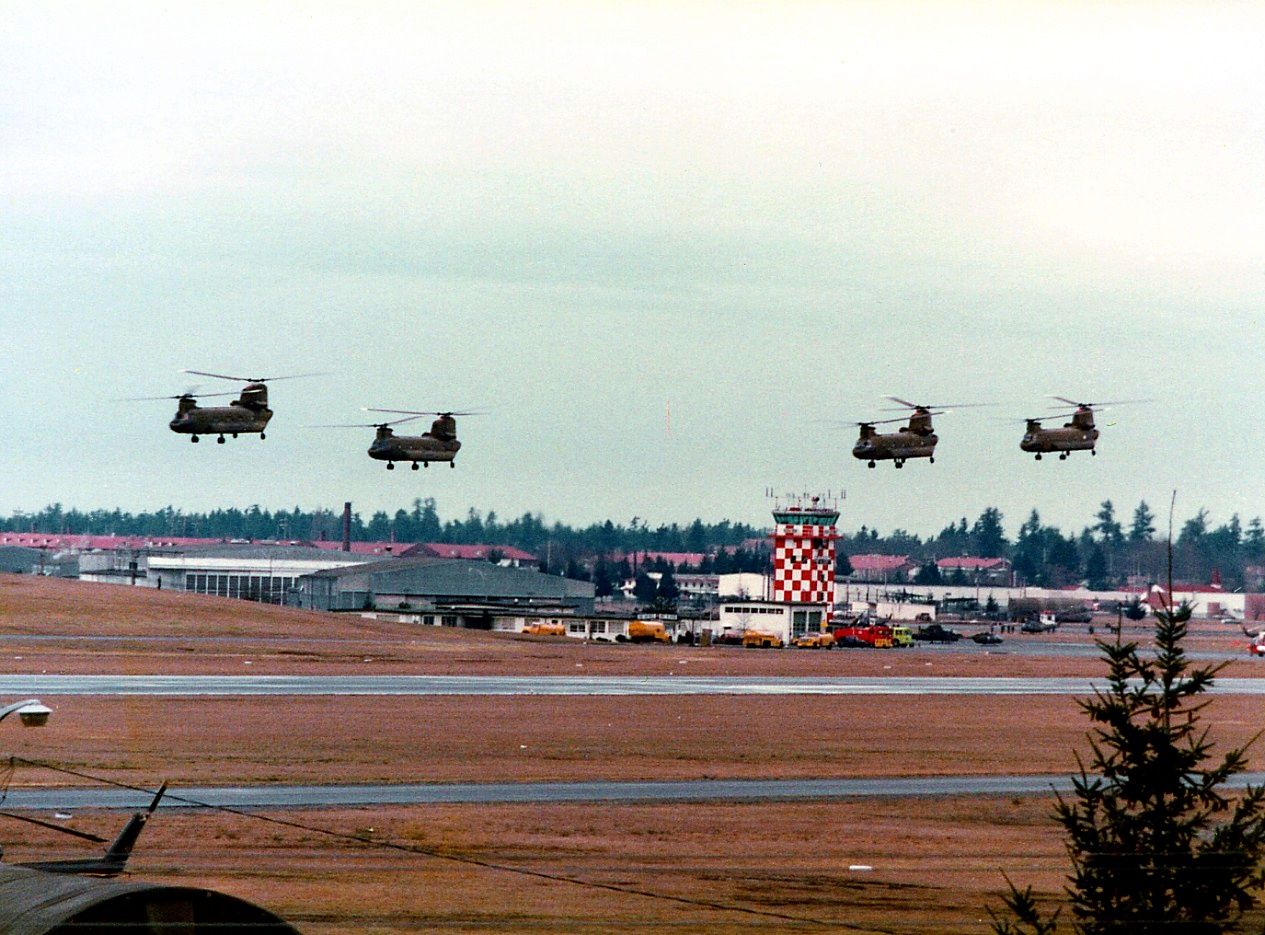
1977年，4架CH-47契努克直升機飛越格雷陸軍機場。

格雷陸軍機場是位於路易斯堡內的軍用機場，以霍桑·C·格雷上尉命名。1970年代，格雷陸軍機場的直升機經常前往雷尼爾峰國家公園執行救援行動，包含山區搜救以及醫療後送，1980年代開始協助3000公尺以上的搜索與救援行動。。